# Bengt Backlund
Bengt Backlund, född den 3 mars 1926 i Stockholm, Sverige, död 11 juli 2006 i Stockholm, var en svensk kanotist.
Han tog bland annat VM-brons i C-1 1000 meter i samband med sprintvärldsmästerskapen i kanotsport 1950 i Köpenhamn.
Backlund är Stor grabb nummer 28 på Svenska Kanotförbundets lista över mottagare för utmärkelsen Stor kanotist.